# Dubiaranea versicolor
Dubiaranea versicolor is een spinnensoort uit de familie hangmatspinnen (Linyphiidae). De soort komt voor in Colombia, Ecuador en Peru.